# Ixora forbesii
Ixora forbesii är en måreväxtart som beskrevs av Cornelis Eliza Bertus Bremekamp. Ixora forbesii ingår i släktet Ixora och familjen måreväxter. Inga underarter finns listade i Catalogue of Life.